# Estramiac
Estramiac település Franciaországban, Gers megyében. Lakosainak száma 122 fő (2022. január 1.). Estramiac Avensac, Bivès, Homps, Pessoulens, Solomiac és Tournecoupe községekkel határos.

## Népesség
A település népességének változása:
| Lakosok száma | 211  | 179  | 132  | 134  | 137  | 137  | 142  | 146  | 140  | 122  |
|               | 1968 | 1982 | 1999 | 2006 | 2011 | 2015 | 2017 | 2018 | 2020 | 2022 |